# Bunodosoma biscayense
Bunodosoma biscayense is een zeeanemonensoort uit de familie van de Actiniidae. De wetenschappelijke naam van de soort is voor het eerst geldig gepubliceerd in 1874 door Fischer.